# Іспанська конфедерація незалежних правих

Емблема партії

Іспанська конфедерація незалежних правих (ісп. La Confederación Española de Derechas Autónomas – CEDA) — об'єднання політичних партій Іспанії, засноване 4 березня 1933. Найбільша політична партія іспанської ІІ республіки — налічувала в своїх рядах близько 1 млн членів. Офіційне видання — газета «El Debate», близька до ордену єзуїтів

## Ідеологія
В основному складалася з правих католицьких партій, які дотримувалися монархічних поглядів і виступали проти антиклерикальної політики лівоцентристських республіканців, проголошення християнського солідаризму та корпоративізму, у захисті релігії, батьківщини, сім'ї та порядку.
Таким чином, CEDA була коаліцією консервативних релігійних ідеології у формуванні корпоративної держави. Моделлю для партії виступала британська Консервативна партія, хоча в іспанському парламенті партія підтримувала фашистський режим Італії та нацистський в Німеччині. СЕДА прийняла республіканські інститути, незважаючи на монархічний походження багатьох її членів, для захисту, в рамках республіки своїх соціальних та економічних інтересів.

## Історія
Партія заснована 4 березня 1933. Його головним натхненником був Анхель Еррера Оріа засновник і редактор газети «El Debate», який належав ордену єзуїтів. Лідер партії — політик авторитарного типу Хосе Марія Хіль-Роблес, якого соратники називали «хефе» («вождь»). Близька до CEDA молодіжна організація ХАП (ісп. Juventud de Accion Popular — Молодь Народного дії) дотримувалася вкрай правих поглядів.
CEDA успішно виступила на парламентських виборах 1933 р., отримавши найбільшу кількість депутатських місць (115), однак президент Іспанії Алькала Самора відмовився доручити її лідеру формування нового кабінету міністрів, побоюючись дестабілізації політичної ситуації в разі призначення главою уряду представника правих сил. У 1933—1934 рр. підтримувала центристське уряд меншості, очолюване лідером радикальної партії Алехандро Леррусом. Входила до складу правоцентристського уряду в 1934—1935 рр. (Хіль-Роблес займав у ньому ключовий пост міністра оборони). Представники CEDA активно виступали проти регіональної автономії Країни басків і Каталонії, рішуче підтримали збройне придушення антиурядового виступу в Астурії в 1934 р., були прихильниками жорсткої соціальної політики. У грудні 1935 р. представники CEDA вийшли зі складу уряду. Після перемоги Народного фронту (основного суперника CEDA) на парламентських виборах 1936 р. Хіль-Роблес безуспішно виступав за скасування їх результатів і введення в країні воєнного стану. Під час Громадянської війни в Іспанії CEDA підтримувала генерала Франсиско Франко. В 1937 р., після об'єднання всіх прихильників Франко в рамках Іспанської фаланги, припинила своє існування. При цьому багато колишніх активістів CEDA увійшли до складу фаланги, а Хіль-Роблес, хоча й підтримав уніфікацію франкістських партій, виявився фактично відсторонений від політичної діяльності і після громадянської війни став одним з лідерів монархічної опозиції режиму Франко.

## Участь у виборах
- 1933 р. — 115 місць у парламенті
- 1936 р. — 88 місць у парламенті